# 常州市中医院
1956年12月成立于青山桥南。常州市中医医院，即南京中医药大学常州附属医院，是中华人民共和国江苏省常州市卫生健康委员会直属的一所三级甲等综合性中医医院，现址常州市天宁区和平北路25号。
2008年兼并常州市口腔医院。

## 规模
床位1000张，年诊疗151万人次。
中医院本部、中医院南院（和平南路156号）、常州市口腔医院三个院区组成。
2020年5月，本部新建急诊病房综合楼投入使用。
医院领导
院长：罗立波
主要科室
骨科
妇科
心内科
男科
皮肤科
肾病科
脾胃病科
产科
针灸科
名医堂
眼科
儿科
口腔科
呼吸科
急诊科
孟河医学研究所